# Dödsfärd
Dödsfärd är det tredje studioalbumet med det svenska folk metal/viking metal-bandet Månegarm, släppt juli 2003 av skivbolaget Displeased Records.

## Låtlista
1. "Intro" (instrumental) – 0:48
2. "I evig tid" – 2:29
3. "Ravenous" – 2:51
4. "Ägirs vrede" – 3:40
5. "Dödsfärd" – 3:16
6. "Fimbultrollet" – 3:36
7. "Daudr" – 2:36
8. "Vrede" – 2:17
9. "Pagan War" – 3:48
10. "Ursjälens visdom" – 5:03
11. "Gillesvisan" – 1:53

- Text: Pierre Wilhelmsson (spår 2, 4, 5, 7, 8, 10, 11), Jonas Almquist (spår 3), Trad. (spår 6), M. Svanborg (spår 9)
- Musik: Erik Grawsiö, Jonas Almquist (spår 2–11), Trad. (spår 1)

## Medverkande
Musiker (Månegarm-medlemmar)
- Erik Grawsiö – trummor, sång
- Jonas Almquist – gitarr
- Markus Andé – gitarr
- Pierre Wilhelmsson – basgitarr

Bidragande musiker
- Janne Liljequist – violin

Produktion
- Pelle Säther (Per-Olof Uno Michael Saether) – producent, ljudtekniker, ljudmix
- Månegarm – producent, ljudtekniker, ljudmix
- Peter In de Betou – mastering
- Mats Redestad – omslagsdesign
- Kris Verwimp – omslagskonst
- M. Svanborg – sångtext (spår 9)